# 协和乡 (三台县)
协和乡，是中华人民共和国四川省绵阳市三台县曾经下辖的一个乡。2019年12月，撤销协和乡，将其所属行政区域划归紫河镇管辖。

## 行政区划
协和乡撤销前下辖以下地区：
场镇社区、雷家井村、红灯桥村、莲花咀村、纸匠沟村、大胜寨村、西岩沟村、苏家沟村、观顶村、来龙山村和红花园村。